# Stewart Grand Prix
Pour les articles homonymes, voir Stewart.
Stewart Grand Prix (anciennement Paul Stewart Racing) est une ancienne écurie de sport automobile, fondée en 1988. Présente en Formule 1 de 1997 à 1999, elle a été revendue à Ford qui l'a renommée Jaguar Racing.
Elle est créée par Jackie Stewart et son fils Paul en 1997 et utilise des moteurs Ford.

## Historique

### 1988-1996: Formules de promotion
L'écurie de course Stewart est fondée en 1988 sous l'appellation PSR pour Paul Stewart Racing. En 1996, elle prend le nom de Stewart Grand Prix. Cette écurie s'est engagée dans des formules de promotions anglaises, en Formule 3 puis en Formule 3000. Les résultats sont impressionnants : 107 victoires, 222 podiums et 10 championnats remportés. Forte de cette expérience, l'écurie s'engage en Formule 1 en 1997.
Au début de l'année 1996, Jackie Stewart annonce la création de Stewart Grand Prix, une nouvelle écurie de Formule 1, dont le siège est situé à Milton Keynes. En cours de saison, Stewart fait diverses annonces concernant son écurie, notamment le recrutement d'Alan Jenkins comme directeur technique en janvier et la signature d'un contrat de sponsoring avec la banque HSBC à hauteur de 38 millions de dollars en septembre,.

### Saison 1997

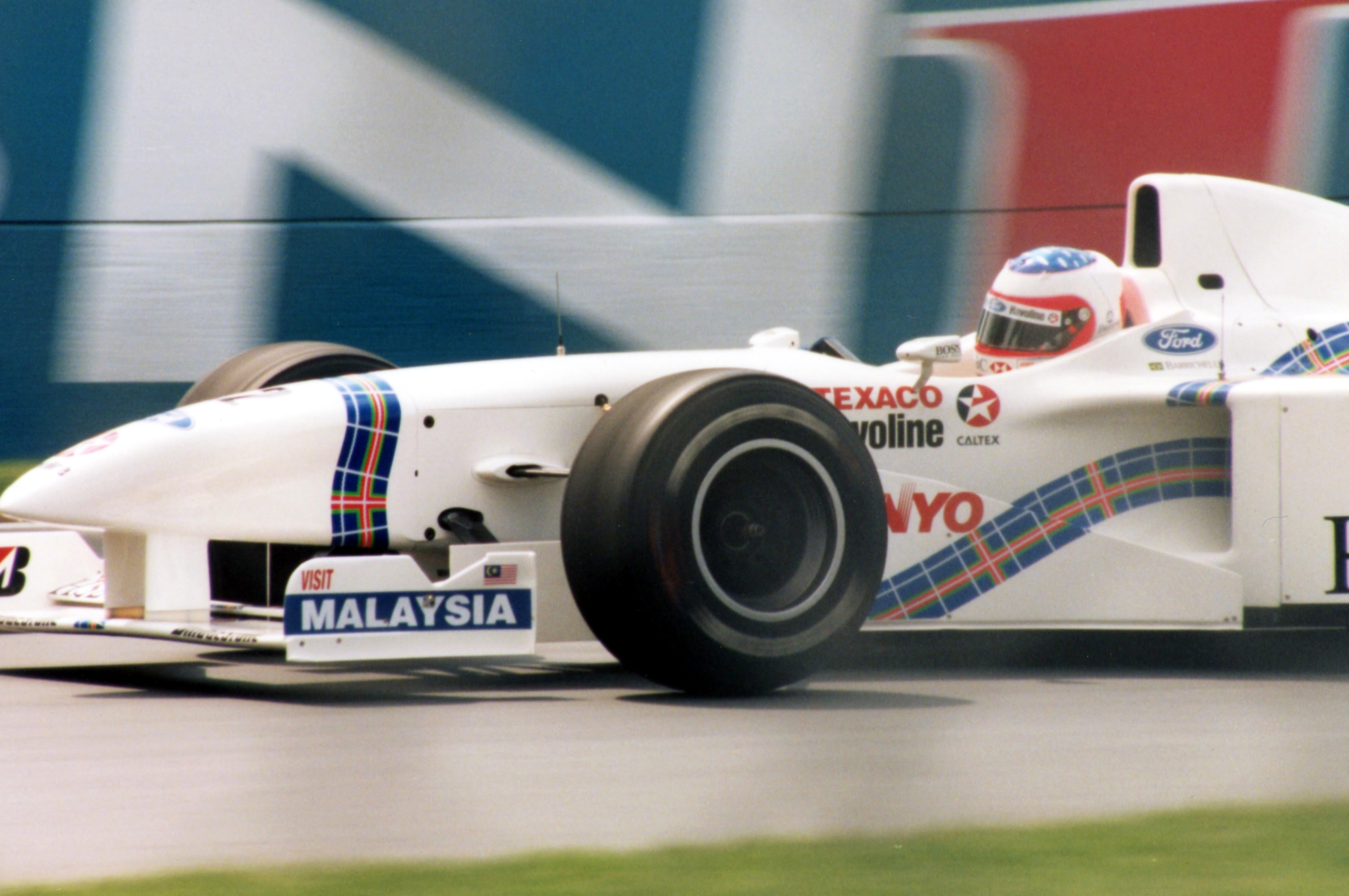
Barrichello à Montréal en 1997 sur la Stewart SF01

L'écurie du triple champion du monde de Formule 1 Jackie Stewart et de son fils Paul Stewart débute en Championnat du Monde de Formule 1 au Grand Prix d'Australie 1997. La SF01 (première monoplace de GP entièrement dessinée sur ordinateur) est conçue sous la direction technique d'Alan Jenkins, ex-Arrows et formé à l'école Barnard. Pour débuter, celui-ci prône la simplicité mais soigne l'aérodynamique en soufflerie : sa conception a demandé plus de 9 mois de travail. Elle est motorisée par un V10 Ford Zetec-R préparé par Cosworth qui développe près de 700 ch. Les monoplaces sont confiées à Jan Magnussen et Rubens Barrichello. 
Cette première saison est très difficile pour l'écurie débutante, sa monoplace se révèle être très peu fiable avec 26 abandons en 34 départs et une seule arrivée dans les points grâce à Barrichello, 2e du Grand Prix de Monaco disputé sous la pluie. Ces 6 points permettent à l'écurie novice d'être classée 9e du championnat des constructeurs.

### Saison 1998

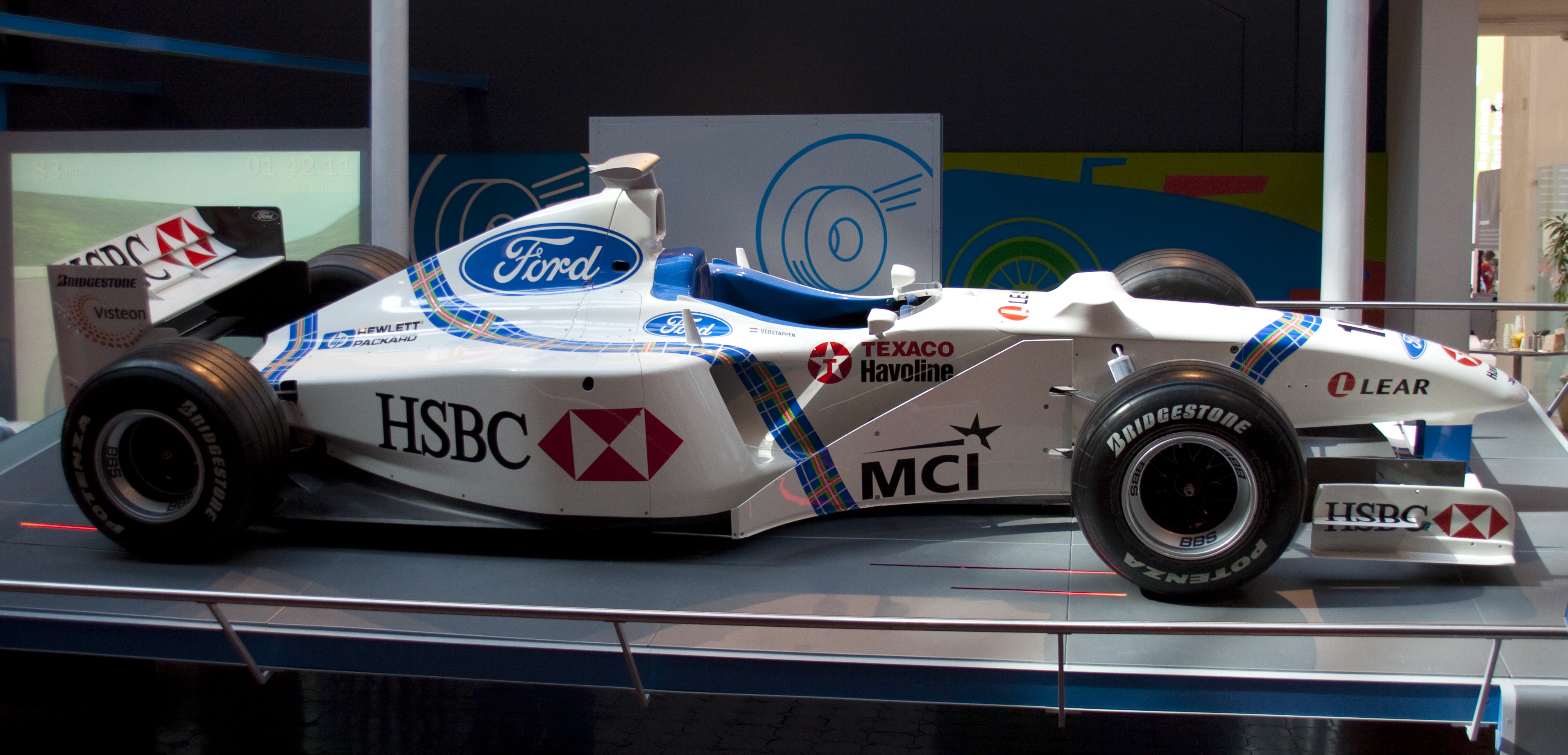
La Stewart SF02 utilisée par Jos Verstappen en 1998

En 1998, Ford souhaite accentuer sa présence dans l'écurie : à la suite d'une première saison où le moteur était responsable de nombre de désillusions, l'entreprise de tutelle veut démontrer l'étendue de son savoir-faire en tant que motoriste. La SF02 reçoit alors un tout nouveau V10 Zetec-R à 72° accouplé à une boîte de vitesses longitudinale à six rapports, inédite du fait de son carter en carbone. Si les deux pilotes de la saison précédente sont reconduits, Magnussen, qui venait d'inscrire le premier point de sa carrière, est limogé après le Grand Prix du Canada et remplacé par Jos Verstappen. Le championnat 1998 est décevant avec deux cinquièmes places de Barrichello comme meilleur résultat, aucune arrivée dans le top 6 pour Verstappen et 5 points marqués.

### Saison 1999

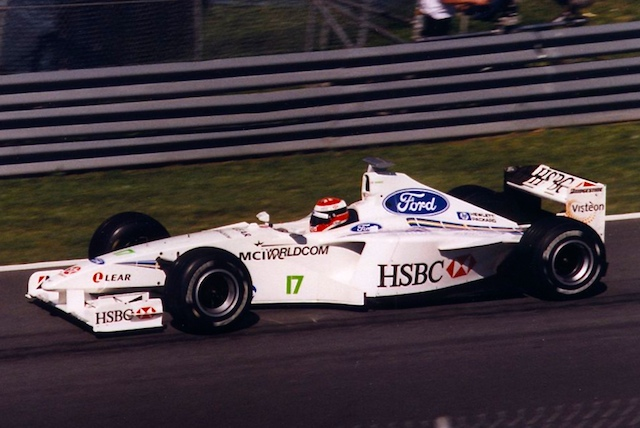
Herbert à Montréal en 1999 sur la SF-3

En 1998, après avoir acquis Cosworth en juillet, Ford prend le risque de créer un tout nouveau moteur pour l'année 1999. Le V10 CR-1 (pour Cosworth Racing) est installé dans la SF-3 et accouplé à une boîte en magnésium. L'ancienne boîte en carbone est jugée responsable des soucis de fiabilité chronique de la saison précédente. La SF-3 est conçue par Jenkins, juste avant qu'il ne quitte l'écurie. Il est alors remplacé par Gary Anderson, transfuge de Jordan Grand Prix. Anderson juge la base saine et ne prend pas le risque de la modifier outre-mesure. Paul Stewart devient progressivement le véritable patron de l'écurie, son père, âgé de 61 ans, prenant du recul. Toutefois Neil Reissler, un des vice-présidents de Ford et désormais nouveau patron de Cosworth, siège au conseil d'administration. Les pilotes sont Barrichello et Johnny Herbert qui vient de quitter Sauber. Les efforts payent, les SF-3 sont compétitives tout au long de la saison et Herbert décroche la victoire au Grand Prix d'Europe sur le Nürburgring, Barrichello l'accompagnant sur le podium à la 3e place,. Le Brésilien signe la pole position en France et monte sur trois podiums. Stewart décroche finalement la 4e place du championnat du monde des constructeurs, derrière les trois top-teams, en inscrivant 36 points. 
La victoire de Johnny Herbert sera la seule de l'écurie en Formule 1 car celle-ci est entièrement rachetée par Ford à la fin de la saison. L'écurie est alors rebaptisée Jaguar Racing lors de son engagement au Championnat du monde de Formule 1 2000. Jaguar est toutefois dans la droite ligne de l'écurie Stewart puisque Paul Stewart, Gary Anderson et Neil Ressler restent aux commandes, et si Barrichello est parti chez Ferrari où il a joué au jeu des chaises musicales avec Eddie Irvine, Herbert est au volant de la seconde monoplace.

## Résultats en championnat du monde de Formule 1
| Saison | Écurie                     | Châssis      | Moteur            | Pneus       | Pilotes                                         | Grands Prix disputés | Points inscrits | Classement |
| ------ | -------------------------- | ------------ | ----------------- | ----------- | ----------------------------------------------- | -------------------- | --------------- | ---------- |
| 1997   | HSBC Malaysia Stewart Ford | Stewart SF01 | Ford-Cosworth V10 | Bridgestone | Rubens Barrichello Jan Magnussen                | 17                   | 6               | 9e         |
| 1998   | HSBC Stewart Ford          | Stewart SF02 | Ford-Cosworth V10 | Bridgestone | Rubens Barrichello Jan Magnussen Jos Verstappen | 16                   | 5               | 8e         |
| 1999   | HSBC Stewart Ford          | Stewart SF-3 | Ford-Cosworth V10 | Bridgestone | Rubens Barrichello Johnny Herbert               | 16                   | 36              | 4e         |

| Saison | Écurie                     | Châssis | Moteur                       | Pneus       | Pilotes            | Courses | Courses | Courses | Courses | Courses | Courses | Courses | Courses | Courses | Courses | Courses | Courses | Courses | Courses | Courses | Courses | Courses | Points inscrits | Classement |
| Saison | Écurie                     | Châssis | Moteur                       | Pneus       | Pilotes            | 1       | 2       | 3       | 4       | 5       | 6       | 7       | 8       | 9       | 10      | 11      | 12      | 13      | 14      | 15      | 16      | 17      | Points inscrits | Classement |
| ------ | -------------------------- | ------- | ---------------------------- | ----------- | ------------------ | ------- | ------- | ------- | ------- | ------- | ------- | ------- | ------- | ------- | ------- | ------- | ------- | ------- | ------- | ------- | ------- | ------- | --------------- | ---------- |
| 1997   | HSBC Malaysia Stewart Ford | SF01    | Ford-Cosworth JD Zetec-R V10 | Bridgestone |                    | AUS     | BRÉ     | ARG     | SMR     | MON     | ESP     | CAN     | FRA     | GBR     | ALL     | HON     | BEL     | ITA     | AUT     | LUX     | JAP     | EUR     | 6               | 9e         |
| 1997   | HSBC Malaysia Stewart Ford | SF01    | Ford-Cosworth JD Zetec-R V10 | Bridgestone | Rubens Barrichello | Abd     | Abd     | Abd     | Abd     | 2e      | Abd     | Abd     | Abd     | Abd     | Abd     | Abd     | Abd     | 13e     | 14e     | Abd     | Abd     | Abd     | 6               | 9e         |
| 1997   | HSBC Malaysia Stewart Ford | SF01    | Ford-Cosworth JD Zetec-R V10 | Bridgestone | Jan Magnussen      | Abd     | Abd     | 10e     | Abd     | 7e      | 13e     | Abd     | Abd     | Abd     | Abd     | Abd     | 12e     | Abd     | Abd     | Abd     | Abd     | 9e      | 6               | 9e         |
| 1998   | HSBC Stewart Ford          | SF02    | Ford-Cosworth VJ Zetec-R V10 | Bridgestone |                    | AUS     | BRÉ     | ARG     | SMR     | ESP     | MON     | CAN     | FRA     | GBR     | AUT     | ALL     | HON     | BEL     | ITA     | LUX     | JAP     |         | 5               | 8e         |
| 1998   | HSBC Stewart Ford          | SF02    | Ford-Cosworth VJ Zetec-R V10 | Bridgestone | Rubens Barrichello | Abd     | Abd     | 10e     | Abd     | 5e      | Abd     | 5e      | 10e     | Abd     | Abd     | Abd     | Abd     | Abd     | 10e     | 11e     | Abd     |         | 5               | 8e         |
| 1998   | HSBC Stewart Ford          | SF02    | Ford-Cosworth VJ Zetec-R V10 | Bridgestone | Jan Magnussen      | Abd     | 10e     | Abd     | Abd     | 12e     | Abd     | 6e      |         |         |         |         |         |         |         |         |         |         | 5               | 8e         |
| 1998   | HSBC Stewart Ford          | SF02    | Ford-Cosworth VJ Zetec-R V10 | Bridgestone | Jos Verstappen     |         |         |         |         |         |         |         | 12e     | Abd     | Abd     | Abd     | 13e     | Abd     | Abd     | 13e     | Abd     |         | 5               | 8e         |
| 1999   | HSBC Stewart Ford          | SF-3    | Ford-Cosworth CR-1 V10       | Bridgestone |                    | AUS     | BRÉ     | SMR     | MON     | ESP     | CAN     | FRA     | GBR     | AUT     | ALL     | HON     | BEL     | ITA     | EUR     | MAL     | JAP     |         | 36              | 4e         |
| 1999   | HSBC Stewart Ford          | SF-3    | Ford-Cosworth CR-1 V10       | Bridgestone | Rubens Barrichello | 5e      | Abd     | 3e      | 9e      | Dsq     | Abd     | 3e      | 8e      | Abd     | Abd     | 5e      | 10e     | 4e      | 3e      | 5e      | 8e      |         | 36              | 4e         |
| 1999   | HSBC Stewart Ford          | SF-3    | Ford-Cosworth CR-1 V10       | Bridgestone | Johnny Herbert     | Np      | Abd     | 10e     | Abd     | Abd     | 5e      | Abd     | 12e     | 14e     | 11e     | 11e     | Abd     | Abd     | 1re     | 4e      | 7e      |         | 36              | 4e         |

Légende : ici 

## Palmarès des pilotes de Stewart Grand Prix
| Pilotes            | Grand Prix disputés | Victoires | Podiums | Points inscrits | Pole positions | Meilleur tour en course |
| ------------------ | ------------------- | --------- | ------- | --------------- | -------------- | ----------------------- |
| Johnny Herbert     | 15                  | 1         | 1       | 15              | 0              | 0                       |
| Rubens Barrichello | 49                  | 0         | 3       | 31              | 1              | 0                       |
| Jan Magnussen      | 24                  | 0         | 0       | 1               | 0              | 0                       |
| Jos Verstappen     | 9                   | 0         | 0       | 0               | 0              | 0                       |